# August 2004
Portal Geschichte | Portal Biografien | Aktuelle Ereignisse | Jahreskalender | Tagesartikel

◄ |
20. Jahrhundert |
21. Jahrhundert

◄ |
1970er |
1980er |
1990er |
2000er
| 2010er | 2020er | 2030er | ►

◄ |
2000 |
2001 |
2002 |
2003 |
2004
| 2005 | 2006 | 2007 | 2008 | ►

◄ |
Mai 2004 |
Juni 2004 |
Juli 2004 |
August 2004 |
September 2004 |
Oktober 2004 |
November 2004 |
►
Dieser Artikel behandelt tagesbezogene Nachrichten und Ereignisse im August 2004.

## Tagesgeschehen

### Sonntag, 1. August 2004
- Asunción/Paraguay: Bei einem Brand in einem Einkaufszentrum sterben vor Ort mindestens 200 Menschen und mehrere hundert Personen werden verletzt, weit über 100 lebensgefährlich. Als Brandherd vermutet die Feuerwehr eine Restaurantküche. Der Eigentümer des Zentrums, der angeblich nach Ausbruch des Vollbrands anordnete, die Ausgänge zu schließen, um Plünderungen zu verhindern, wird in Untersuchungshaft genommen. Staatspräsident Nicanor Duarte Frutos verordnet eine dreitägige Staatstrauer.[1]
- Genf/Schweiz: Die Konferenz der Welthandelsorganisation beschließt ein Rahmenabkommen, das Agrarsubventionen und Einfuhrzölle senken soll. Kapitalismuskritiker beklagen eine Benachteiligung der Schwellenländer.[2]
- Khartum/Sudan: Nach anfänglicher Zustimmung lehnt die sudanesische Regierung die 30-Tage-Frist der am 30. Juli beschlossenen Resolution der Vereinten Nationen (UN) über die Krise in der Region Darfur ab. Man werde stattdessen an einem zuvor mit UN-Generalsekretär Kofi Annan vereinbarten 90-Tage-Programm zur Behebung der gewalttätigen Situation festhalten.

### Montag, 2. August 2004
- Berlin/Deutschland: In Deutschland tritt die Sondersteuer auf Alkopops in Kraft, die handelsübliche 275-ml-Flaschen um 85 Cent verteuert, zuzüglich Mehrwertsteuer, und die Getränke für Jugendliche unattraktiver machen soll.
- Darfur/Sudan: Das Welternährungsprogramm der Vereinten Nationen startet Hilfsflüge in der Krisenregion Darfur. Über dem Ort Fur Buranga werden 22 t Nahrungsmittel abgeworfen. Auch Ägypten startet Hilfsflüge zur Versorgung der Bevölkerung mit Lebensmitteln, Medikamenten und Zelten.[3]
- Washington, D.C./Vereinigte Staaten: Die Zeitungen The New York Times und The Washington Post berichten unabhängig voneinander, dass die jüngsten vom Ministerium für Innere Sicherheit der Vereinigten Staaten ausgesprochenen Warnungen vor Terroranschlägen auf Informationen aus den Jahren 2000 und 2001 stammen. Die Regierung bestätigt die Meldungen. Der zuständige Minister Tom Ridge verweist darauf, dass die Terrororganisation Al-Qaida langfristig plane.

### Dienstag, 3. August 2004
- Cape Canaveral/Vereinigte Staaten: Die Raumsonde Messenger der Weltraumorganisation NASA startet an Bord einer Delta-II-Rakete erfolgreich in Richtung Merkur, den sie im Jahr 2011 erreichen soll.
- Frankfurt am Main/Deutschland: In der heutigen Ausgabe der Zeitung Frankfurter Rundschau (FR) wird am frühen Morgen ein „Druckfehler“ bemerkt. Im Titelkopf steht nicht wie sonst „unabhängige“, sondern „abhängige Tageszeitung“. Die Auslieferung der Ausgabe wird gestoppt. Die Geschäftsführung betont, dass ein technischer Fehler passiert sei und keine mutwillige Manipulation des Slogans vorliege. Seit Mai gehört die FR zur Deutschen Druck- und Verlagsgesellschaft der Sozialdemokratischen Partei Deutschlands.
- London/Vereinigtes Königreich: Bei einer Razzia werden an verschiedenen Orten 14 Männer asiatischer Herkunft festgenommen. Sie und insbesondere der Kopf des Netzwerks Dhiren Barot stehen im Verdacht, terroristische Anschläge in Auftrag gegeben oder vorbereitet zu haben, welche sich gegen Gebäude in den Vereinigten Staaten richten sollten.[4]

### Mittwoch, 4. August 2004
- Kopenhagen/Dänemark: Die Militärgerichtsbarkeit leitet ein Ermittlungsverfahren wegen ungesetzlicher Verhörmethoden im Lager Camp Eden in der Nähe von Basra, Irak, ein. Im Zentrum der Vorwürfe steht die 37-jährige Verhör-Spezialistin Annemette Hommel. Ihrer Posten enthoben werden der Befehlshaber eines Bataillons, Oberst Henrik Flach, und drei weitere führende Offiziere.

### Donnerstag, 5. August 2004
- Hamburg/Deutschland: Einige bedeutende Verlage Deutschlands, darunter der Axel-Springer-Verlag, der Spiegel-Verlag, die Bauer Verlagsgruppe und der Süddeutsche Verlag haben angekündigt, so schnell wie möglich zur traditionellen Rechtschreibung zurückzukehren. Die Deutsche Presseagentur (dpa) und Associated Press (AP) wollen sich an den Wünschen ihrer Kunden orientiert eine Entscheidung vorbehalten. Focus, die Frankfurter Rundschau sowie die Verlagsgruppe Gruner + Jahr haben sich dagegen ausgesprochen.
- Hamburg/Deutschland: Auch in Hamburg kursiert nach Meldungen des Deutschlandfunks ein Aufruf von Gewerkschaftern und des Wahlalternative-Vereins, ab sofort Montags-Demonstrationen nach Vorbild der Leipziger „friedlichen Revolution“ von 1989 durchzuführen. Auch der DDR-Bürgerrechtler und Pfarrer Christian Führer ruft zu den Demonstrationen auf und sprach davon, die Situation heute sei mit der von 1989 vergleichbar.
- Hannover/Deutschland: Die Hannoversche Allgemeine Zeitung berichtete, SPD-Mitglieder aus Nordrhein-Westfalen hätten einen E-Mail-Kettenbrief verfasst, in dem zum Sturz Gerhard Schröders und zur Rettung des Sozialstaats aufgerufen wird. Diese ist eine von vielen Protestaktionen, die als Reaktion auf die radikalste Sozialreform in der Geschichte der Bundesrepublik Deutschland verstanden werden kann. Derweil gehen die Montagsdemonstrationen gegen die Hartz-IV-Reform in ganz Deutschland weiter.
- Krefeld/Deutschland: Wie jetzt bekannt wurde, hat die Süßwarenfabrik „Nappo“ in Krefeld per Abstimmung in einer Betriebsversammlung handstreichartig eine 60-Stunden-Woche ohne Lohnausgleich eingeführt. Die Beschäftigten des Unternehmens, überwiegend Frauen, werden nach 38-Stunden-Tarif bezahlt. Nach geltenden Gesetzen ist das rechtswidrig.

### Freitag, 6. August 2004
- Bremen/Deutschland: Im Eröffnungsspiel zur 42. Fußball-Bundesliga schlägt Werder Bremen den FC Schalke 04 mit 1:0. Wegen eines Stromausfalles begann das Spiel erst mit 66-minütiger Verzögerung.
- Schleswig/Deutschland: Prinz Joachim von Dänemark eröffnet zusammen mit dem Ministerpräsidenten der Färöer, Jóannes Eidesgaard, und den Honoratioren der Stadt das Nordische Ruder- und Kulturtreffen 2004, das anlässlich der 1200-Jahr-Feierlichkeiten der Stadt hier stattfindet. Die Färöer sind mit 9 Regattabooten und ca. 400 Aktiven und Fans angereist und werden am 7. August auf der Schlei den ersten färöischen Ruderwettkampf in Deutschland ausrichten.

### Samstag, 7. August 2004
- Hamburg/Deutschland: Deutsche Versorgerkonzerne strecken offenbar aus dem Ausland importiertes Erdgas in größerem Umfang mit Flüssiggas-Luft-Gemischen. Bereits 1989 flogen laut SPIEGEL mehrere kommunale Unternehmen auf, weil sie mehr Gas an ihre Kunden verkauften, als sie selbst von ihren Lieferanten bezogen hatten.
- New York/Vereinigte Staaten: Ein neuer UN-Bericht erhebt schwerste Vorwürfe gegen die sudanesische Regierung: Sowohl in der Krisenregion Darfur als auch in der Region Oberer Nil sei die Regierung in den vergangenen Monaten für außergerichtliche Exekutionen und Massentötungen verantwortlich gewesen. Es gebe überwältigende Hinweise auf koordinierte Aktionen der Regierungstruppen und der arabischen Milizen.
- Pretoria/Südafrika: Die Neue Nationale Partei, Nachfolgepartei der über Jahrzehnte in der Zeit der Apartheid regierenden Nationalen Partei, schließt sich der derzeit regierenden Organisation Afrikanischer Nationalkongress an.

### Sonntag, 8. August 2004
- Bagdad/Irak: Im Irak wird die Todesstrafe wiedereingeführt. Die Übergangsregierung habe beschlossen, teilte der irakische Staatsminister Adnan el Dschanabi mit, die Todesstrafe könne bei Mord, Gefährdung der nationalen Sicherheit und Drogenhandel zur Anwendung gelangen.
- Berlin/Deutschland: In seiner Wohnung wurde die Leiche des Berliner Landesgeschäftsführers der SPD, Andreas Matthae, gefunden. Er hatte Suizid durch Erhängen begangen. Er war aufgrund von staatsanwaltlichen Ermittlungen kurz zuvor von seinem Amt beurlaubt worden.
- Brüssel/Belgien: Viele Verletzte der Gasexplosion am 30. Juli werden die Behandlung ihrer schweren Brandwunden nur mit Mühe bezahlen können, berichteten belgische Medien. Die Krankenkassen übernehmen den Angaben zufolge die Bezahlung der notwendigen Arzneimittel für die zahlreichen Brandopfer nicht. Manche Patienten dürften deshalb eine Rechnung von 15.000 Euro präsentiert bekommen.
- Grönland/Dänemark: Geologen fördern Pflanzenpartikel aus einer Tiefe von 3 km unter der Oberfläche der Eisdecke hervor. Das Alter der Pflanzenspuren wird auf mehrere Millionen Jahre geschätzt.
- Wiesbaden/Deutschland: Heftige Stürme mit Hagel und Wolkenbruch haben laut dpa in Rheinland-Pfalz und Baden-Württemberg Millionenschäden angerichtet. Straßen und Bahngleise waren unbefahrbar, außerdem gab es mancherorts stundenlange Stromausfälle. Menschen wurden soweit bekannt nicht verletzt.

### Montag, 9. August 2004
- Athen/Griechenland: Das bisherige bulgarische IOC-Mitglied Iwan Slawkow sowie vier bislang akkreditierten Sportagenten sind mit sofortiger Wirkung vom Zugang zu allen IOC-Veranstaltungen ausgeschlossen worden. Verdeckt recherchierende Reporter des Rundfunkveranstalters BBC hatten ihnen die Bereitschaft zum Stimmenkauf, also Korruption nachweisen können.
- Athen/Griechenland: Erste Doping-Fälle überschatten laut Der Spiegel die Olympischen Spiele bereits vor ihrer Eröffnung. Ein irischer Leichtathlet hat das Schlucken unerlaubter Mittel eingestanden. Zwei Mitglieder der griechischen Baseball-Mannschaft wurden in der A-Probe positiv auf verbotene Mittel getestet.
- Bergen/Norwegen: Die zweimonatige MAR-ECO-Exploration der Tiefsee-Ökologie des Mittelatlantischen Rückens hat 350 Tiere mitgebracht, von denen mindestens fünf bislang unbekannte Spezies sind.
- Brüssel/Belgien: Eine in den Sudan entsendete Delegation der Europäischen Union konnte in der Krisenregion Darfur keine Beweise für einen Völkermord finden. Pieter Feith, Berater des Koordinators der EU-Außenpolitik Javier Solana, stellt fest: „Wir haben dort nicht die Situation eines Genozids, aber es ist klar, dass das Töten weit verbreitet ist, im Stillen und langsam weitergeht und die Dörfer noch immer brennen.“[5]
- Deutschland: Nach seiner Rücktrittsforderung gegenüber Bundeskanzler Gerhard Schröder steht der frühere SPD-Chef Oskar Lafontaine in seiner Partei stark in der Kritik. Es wurde sein Austritt aus der Partei und sogar ein Parteiausschlussverfahren gefordert. Eine mögliche neue Linkspartei würde bei einer Unterstützung Lafontaines nach einem Austritt aus der SPD laut Wahlforschern derzeit etwa 15–20 % der Wählerstimmen erhalten.
- Leipzig/Deutschland: Die vor allem bei vielen Politikern umstrittene Benutzung des Begriffs „Montagsdemonstration“ sorgt für eine breite Debatte in den Medien. Die Organisatoren der zahlreichen angemeldeten Protestzüge gegen die Eingriffe in den Sozialstaat durch Hartz IV, etwa in Magdeburg, Suhl, Gera, Rostock aber auch in den westdeutschen Städten Dortmund, Gelsenkirchen und Remscheid wiesen diese Kritik als unstimmig zurück, so der Leipziger Pfarrer Christian Führer. Am Abend fanden Montagsdemonstrationen gegen Sozialabbau (Hartz IV / Agenda 2010) u. a. in Dessau, Magdeburg (12.000 Teilnehmer), Halle (3000), Aschersleben, Gera und Leipzig (10.000) statt. In den alten Bundesländern u. a. in Hamburg und Gelsenkirchen.
- Tokio/Japan: Ein Leck an einem 50 cm dicken Druckrohr im Mihama-Atomkraftwerk des Betreibers „Kansai Electric Power Co.“ (Kansai Denryoku) etwa 320 Kilometer nordwestlich von Tokio hat mehrere Todesopfer und 10 Schwerverletzte verursacht. Aus dem Leck, wo 200 Grad heißer Dampf ausgetreten ist, trete keine Radioaktivität aus, teilten die Behörden mit. Ein weiterer Reaktor des Betreibers „Tokyo Electric Power Co.“ (Tepco) in Fukushima musste ebenfalls wegen eines Lecks am selben Tag abgeschaltet werden.
- Nach langer Wartezeit wird das Service Pack 2 für Windows XP im Internet veröffentlicht. Die Veröffentlichung stand ursprünglich schon im Juni 2004 an, aufgrund einiger Bugfixes wurde sie jedoch verzögert.

### Dienstag, 10. August 2004
- Athen/Griechenland: Der kenianische Boxer David Munyasia, ein Athlet der Olympischen Sommerspiele 2004, wurde des Dopings überführt und noch vor Beginn von den Wettbewerben ausgeschlossen. Bei dem 24-jährigen sei die verbotene Substanz Cathin nachgewiesen worden.
- Bagdad/Irak: Die irakische Regierung hat angeordnet die Bagdader Redaktion des bekannten arabischen Fernsehsenders Al Jazeera zu schließen und ihm ein 30-tägiges Sendeverbot aufzuerlegen. Regierungssprecher warfen dem Sender vor, zu viel Kriminalität und Kriminelle zu zeigen. Al-Jazeera-Verantwortliche nannten die Entscheidung einen schweren Eingriff in die Presse- und Meinungsfreiheit.
- Deutschland: Nach den Montagsdemonstrationen will Bundeskanzler Gerhard Schröder sich, nach seinem Urlaub, „der Sache Hartz IV“ annehmen. SPD-Chef Franz Müntefering kündigt eine rasche Überarbeitung der strittigen Arbeitsmarktreformen an.
- Istanbul/Türkei: Bei Bombenexplosionen in zwei Hotels um 2 Uhr morgens kamen ein Iraner und ein Türke ums Leben. Mindestens 9 Menschen wurden verletzt. Zu dem Attentat bekennen sich sowohl Islamisten als auch Kurden.
- Khartum/Sudan: Nach Angaben des UN-Flüchtlingshilfswerks werden Flüchtlinge aus der Krisenregion Darfur von der sudanesischen Regierung zur Rückkehr in angeblich sichere Gebiete gedrängt. Dort drohen ihnen jedoch Angriffe arabischer Milizen.
- Kopenhagen/Dänemark: Dänemark hat angekündigt keine irakischen Gefangenen mehr an britische Soldaten auszuliefern. Die Entscheidung wurde mit der Wiedereinführung der Todesstrafe im Irak begründet.
- Vereinigte Staaten: US-Präsident George W. Bush hat den republikanischen Kongressabgeordneten Porter Goss als neuen Direktor der CIA nominiert. Sollte dieser vom US-Senat bestätigt werden, tritt er damit die Nachfolge des im Juni zurückgetretenen George Tenet an.

### Mittwoch, 11. August 2004
- Hamburg/Deutschland: Laut einem Bericht der Zeit weist eine Erhebung des Statistischen Bundesamtes darauf hin, dass die Schere zwischen Arm und Reich in Deutschland immer weiter auseinanderklafft: So sei das Geldvermögen des ärmsten Viertels der westdeutschen Haushalte von 1993 bis 2003 um die Hälfte geschrumpft, während das Geldvermögen des wohlhabendsten Viertels um 25 % gestiegen sei. Der Anteil der als arm geltenden Haushalte sei 2002 von 9,4 auf 11,1 % angestiegen. Die Zeitung berichtete, das Statistische Bundesamt würde die Zahlen aufgrund des in ihnen vorhanden „sozialen Sprengstoffs“ nicht offiziell vorstellen. Das Bundesamt wies diese Behauptung zurück.
- Nürnberg/Deutschland: Der brasilianische Fußballspieler Aílton vom FC Schalke 04 ist als erster ausländischer Spieler vom Fußballmagazin kicker zum Deutschen Fußballer des Jahres gewählt worden. Birgit Prinz ist zum vierten Mal in Folge Deutsche Fußballerin des Jahres und Thomas Schaaf Trainer des Jahres.
- Türkei: Beim Zusammenstoß zweier Züge im Nordwesten der Türkei, auf halber Strecke zwischen Ankara und Istanbul, werden 36–39 Menschen getötet und 88 verletzt.

### Donnerstag, 12. August 2004
- Al-Anbar/Irak: Zwei US-Soldaten kamen am Nachmittag bei einem Absturz eines Hubschraubers vom Typ CH-53 ums Leben, drei weitere wurden verletzt. Somit ist die Zahl der im Irak gefallenen US-Soldaten auf 935 gestiegen. Bei einer Explosion während einer Patrouille in Basra starb ein britischer Soldat, mehrere wurden verwundet.
- Athen/Griechenland: Die beiden bekannten griechischen Leichtathleten Konstantinos Kenteris und Ekaterini Thanou verpassen einen unangekündigten Dopingtest und geraten deswegen in Dopingverdacht.
- Berlin/Deutschland: Die Einführung der Praxisgebühr hat in vielen Arztpraxen zum Rückgang der Patientenbesuche geführt. Die Kassenärztliche Bundesvereinigung (KBV) sprach außerdem davon, dass viele Krankheiten inzwischen verschleppt würden, weil Patienten versuchten, die Praxisgebühr und die hohen Zuzahlungen bei Medikamenten einzusparen. Die Deutsche Krebshilfe bemängelt, dass zu Wenige die Vorsorgeuntersuchungen nutzen, besonders Männer täten zu wenig für ihre Gesundheit.
- Brüssel/Belgien: Das unabhängige Europäische Amt für Betrugsbekämpfung (Olaf) ist zu dem vorläufigen Schluss gekommen, dass kein Missbrauch von EU-Geldern durch die palästinensischen Autonomiebehörde stattgefunden hat. Zuvor ist die EU-Kommission zum gleichen Ergebnis gekommen, nachdem Medienberichte von Missbräuchen berichteten. Die Kommission kündigte unterdessen an, weitere Gelder für Opfer von Hauszerstörungen im Westjordanland bereitzustellen.
- Brüssel/Belgien: Der künftige Präsident der EU-Kommission, der konservative Portugiese José Manuel Barroso, hat sein neues Kommissionskabinett heute vorgestellt. Der bisherige EU-Kommissar für Erweiterung und Entwicklung der EU, der SPD-Politiker Günter Verheugen, wird nun EU-Industriekommissar und einer von drei Vize-Präsidenten der EU-Kommission.
- Ceanu Mare/Rumänien: Bundeskanzler Gerhard Schröder hat erstmals das Grab seines Vaters in einem kleinen Dorf Siebenbürgens besucht.
- Nadschaf/Irak: Bei Kämpfen im Irak zwischen Truppen der USA und Kämpfern der „Mahdi-Armee“ des schiitischen Predigers Moktada al Sadr rund um die Imam-Ali-Moschee in Nadschaf sind offenbar zahlreiche Iraker verletzt und getötet wurden. Nachrichtenagenturen sprechen inzwischen von ca. 160 Toten und hunderten Verletzten, darunter auch Kinder und Frauen. Die US-Armee soll im Laufe des Tages die Stadt Nadschaf eingenommen haben, der Zugang zum Imam-Ali-bin-Abi-Talib-Schrein wurde blockiert. Insgesamt sollen 2000 US-Soldaten und 1800 irakische Sicherheitskräfte im Einsatz sein. Es sollen sich ca. 1000 Al-Sadr-Kämpfer in der Stadt aufhalten. Britische Truppen gehen derweil gegen al-Sadr-Rebellen in den südirakischen Städten Basra, Amara, Nasirija, Samawa und Diwaniyya vor.
- New York/Vereinigte Staaten: Michael Moore veröffentlicht ein Interview mit Porter Goss, in dem sich dieser selbst als „nicht qualifiziert“ für den Dienst im CIA bezeichnet, unter anderem mangels Sprach- und technischer Fähigkeiten. Das Interview wurde im Rahmen der Dreharbeiten zu Fahrenheit 9/11 aufgezeichnet, kam dann jedoch im Film nicht zum Einsatz.
- Schweden: Schweden hat seit heute 14:58 Uhr genau 9 Millionen Einwohner. Der Name des neugeborenen Schweden lautet nach schwedischen Presseberichten Jakob, seine Eltern heißen Jeanette und Hans-Christian.

- Singapur: Lee Hsien Loong wird als neuer Regierungschef von Singapur vereidigt.

### Freitag, 13. August 2004

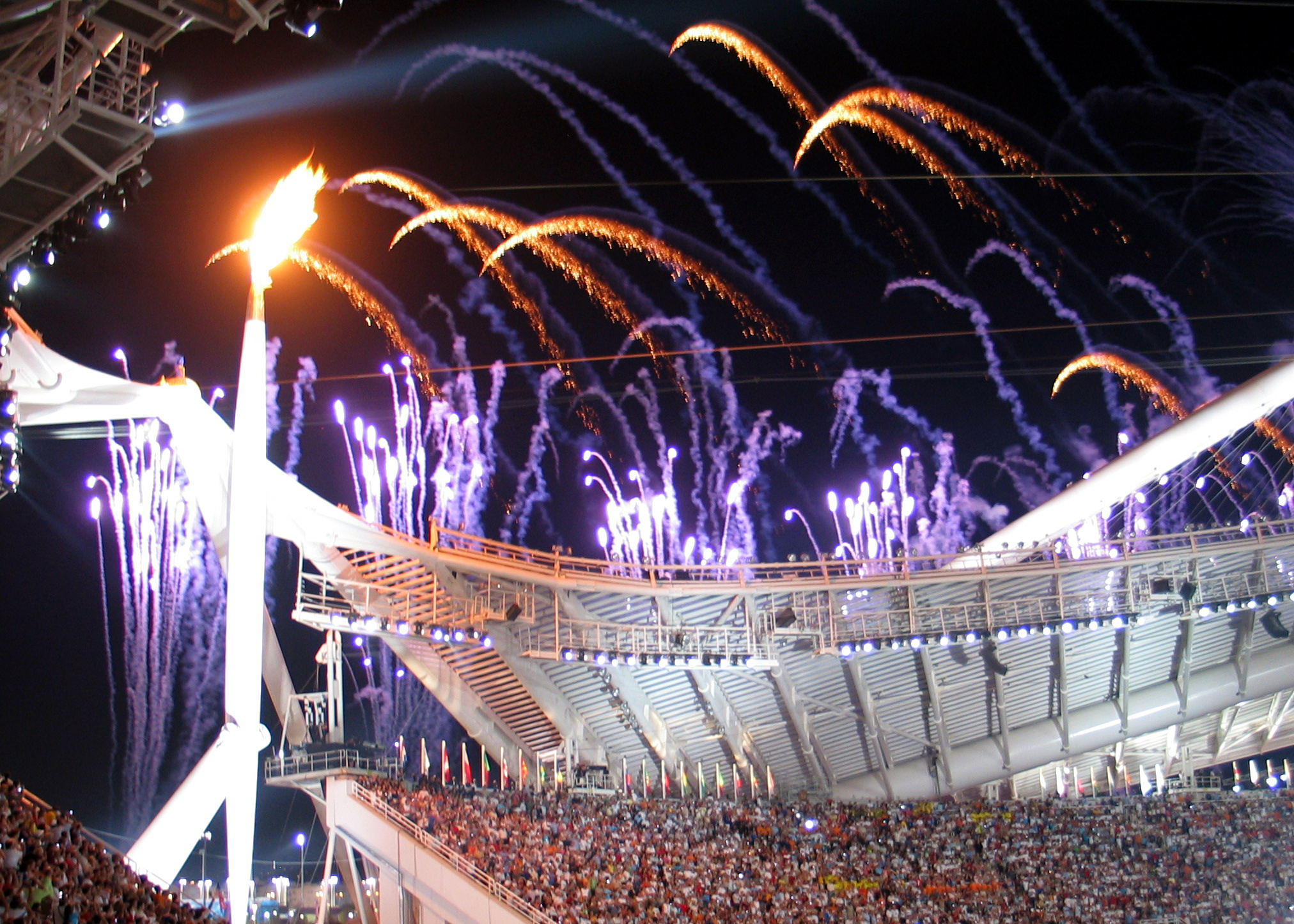
Höhepunkt der olympischen Eröffnungsfeier

- Athen/Griechenland: Die Olympischen Sommerspiele 2004 wurden am Abend traditionell mit einer mehrstündigen Feier eröffnet.
- Hanoi/Vietnam: Ein Vietnamese ist am Influenza-A-Virus H5N1, dem Erreger der Vogelgrippe H5N1, gestorben, diese besonders gefährliche Variante hatte im Frühjahr bereits hunderte Todesopfer gekostet. In anderen Regionen Vietnams sollen bereits weitere infiziert sein.
- Khartum/Sudan: Die Vereinten Nationen berichten, dass die sudanesische Regierung zugestimmt habe, rund um die Flüchtlingslager im Westen der Krisenregion Darfur Sicherheitszonen von 20 km einzurichten. Eine Umsetzung wäre bereits in der kommenden Woche möglich, wenn am Wochenende entsprechende Entscheidungen gefällt werden.
- Nadschaf/Irak: Bei einem erneuten Bombenangriff der US-Streitkräfte auf die irakische Stadt Nadschaf ist der radikale Schiitenführer Muqtada as-Sadr offenbar verletzt worden, berichtet Al Jazeera.
- Stralsund/Deutschland: In der Ostsee wird ein Pottwal geortet. Nach Angaben Stralsunder Meeresforscher ist dies ein „Jahrtausendereignis“. Das Tier soll männlich und 10–12 Jahre alt sein. Weil die Ostsee zu flach ist und er keine Nahrung findet, wird dem Wal nur eine geringe Überlebenschance gegeben.
- Wien/Österreich: Das Bordpersonal von Austrian und Lauda Air hielt ab 10 Uhr eine Betriebsversammlung ab. Nachdem der Betriebsrat gegen 13 Uhr die Kollektivvertragsverhandlungen für gescheitert erklärt hatte, wurde ein Warnstreik ausgerufen, der bis etwa 15 Uhr andauerte. Von dem Streik waren 19 Flüge und 6000 Passagiere betroffen.
- Zhejiang/China: Bei einem Wirbelsturm im Osten der Volksrepublik werden 63 Menschen getötet und mehr als 1.800 verletzt.

### Samstag, 14. August 2004
- Okakarara/Namibia: Die Entwicklungshilfe-Ministerin von Deutschland Heidemarie Wieczorek-Zeul bekennt deutsche Schuld in Namibia beim Herero-Aufstand (1904–1906) in der ehemaligen Kolonie Deutsch-Südwestafrika während einer Rede zum Jahrestag der Schlacht am Waterberg. Etwa 60.000 Herero und 10.000 Nama kamen ums Leben. Sie ist auch die erste offizielle Vertreterin der Regierung, die an einer Gedenkfeier der Schlacht teilnahm.

### Sonntag, 15. August 2004
- Caracas/Venezuela: In Venezuela stimmen die Wahlberechtigten über ein Referendum zur Beendigung der Amtszeit des Präsidenten Hugo Chávez’ ab. Wegen des hohen Andrangs wird die Wahl um mehrere Stunden verlängert.
- Gatumba/Burundi: In Gatumba überfallen Hutu-Milizen ein Flüchtlingslager der UNO und töten 189 Menschen.
- Florida/Vereinigte Staaten: Der Wirbelsturm „Charly“ erreicht die Küste Floridas. Durch den Hurrikan werden mindestens 19 Menschen in den USA getötet. Zuvor kamen drei Menschen in Kuba ums Leben.
- Nadschaf/Irak: Die irakische Regierung fordert alle Journalisten auf, die umkämpfte Stadt Nadschaf umgehend zu verlassen. Wer der Aufforderung nicht nachkommt, wird von irakischen Sicherheitskräften beschossen.[6]
- Nekā/Iran: Die Schülerin Atefah Sahaaleh wird im Alter von 16 Jahren hingerichtet. Der Vorwurf lautet unkeusches Verhalten.[7]
- Vaduz/Liechtenstein: Fürst Hans-Adam II. ernennt seinen Sohn Erbprinz Alois zu seinem Stellvertreter und betraut ihn mit dem Privileg der dem Fürsten zustehenden Hoheitsrechte. Alois ist somit das neue Staatsoberhaupt Liechtensteins.

### Montag, 16. August 2004
- Berlin/Deutschland: Trotz Kritik, u. a. vom niedersächsischen SPD-Fraktionschef Sigmar Gabriel und Sachsen-Anhalts Ministerpräsidenten Wolfgang Böhmer (CDU), hält Gerhard Schröder an der geplanten weiteren Senkung des Spitzensteuersatzes von derzeit 45 % auf 42 % zum 1. Januar 2005 fest.
- Berlin/Deutschland: Der Umsatz der deutschen verarbeitenden Industrie ist im Juni dieses Jahres ungewöhnlich stark um 14,9 % gestiegen. Der Inlandsumsatz erhöhte sich um satte 9,5 %, während der Auslandsumsatz sich sogar um 23,6 % verbesserte. Die Zahl der Beschäftigten sank im gleichen Zeitraum um 2 %.
- Caracas/Venezuela: Der venezolanische Präsident Hugo Chávez hat das von der Opposition initiierte und von den privaten Medien Venezuelas unterstützte Absetzungsreferendum, was seine „bolivarische Verfassung“ erstmals ermöglicht, mit 58 % Zustimmung überstanden. Im Jahre 2001 hatte die Opposition bereits mittels eines Putsches versucht, Chávez zu stürzen. Die Wahl wurde von unabhängigen internationalen Wahlbeobachtern überwacht, darunter der frühere US-Präsident Jimmy Carter und Mitarbeiter seines in Atlanta ansässigen Carter-Zentrums. Die Opposition erkennt das Ergebnis nicht an.

### Dienstag, 17. August 2004
- Hamburg/Deutschland: Im so genannten „Terrorprozess“ gegen Mounir El Motassadeq hat der 23-jährige Zeuge Shahid N. ausgesagt, Motassadeq gehöre zum inneren Kreis der Todespiloten um Mohammed Atta. Damit widersprach er der Zusammenfassung von Zeugenaussagen, die kürzlich die USA dem deutschen Gericht zugestellt hatte.
- Nadschaf/Irak: Nach der Warnung der irakischen Regierung am vergangenen Sonntag, als diese alle ausländischen Journalisten aufforderte, Nadschaf zu verlassen, hat nun die irakische Polizei ein Hotel mit unabhängigen Journalisten umstellt. Die Sicherheitskräfte kündigten an, jeden Journalisten, der das Hotel verlässt, zu erschießen. Damit sind inzwischen nur noch Journalisten in der umkämpften Stadt aktiv, die unter dem Schutz der US Army stehen.
- N’Djamena/Tschad: Die Regierung des Tschad befürchtet einen Zusammenbruch der Wirtschaft aufgrund der Flüchtlinge aus der Krisenregion Darfur. Nach Angaben des UN-Flüchtlingshochkommissariats befinden sich bereits 180.000 sudanesische Flüchtlinge im angrenzenden Gebiet des Tschad, einer unwirtschaftlichen Region, die selbst nur 80.000 Einwohner zählt.
- Washington, D.C./Vereinigte Staaten: Die USA kündigen an, bis zu 70.000 Soldaten aus Europa und Asien abzuziehen. In Deutschland sollen zwei Heeresdivisionen aus Wiesbaden und Würzburg mit insgesamt 30.000 Soldaten abgezogen werden. Derzeit sind etwa 70.000 amerikanische Soldaten in Deutschland stationiert.
- Washington, D.C./Vereinigte Staaten: Die USA haben das Ergebnis des Referendums gegen den venezolanischen Präsidenten Hugo Chávez, aus dem dieser siegreich hervorgegangen ist, nicht anerkannt. Obwohl die u. a. vom ehemaligen US-Präsidenten Jimmy Carter ausgesandten internationalen Wahlbeobachter einen „fairen Sieg“ bestätigten, verlangt die Regierung der USA eine Untersuchung der Betrugsvorwürfe der venezolanischen Opposition.
- Wiesbaden/Deutschland: Der Prozess zur CDU-Spendenaffäre in Hessen hat begonnen, es geht um Transfers von 20,8 Millionen Mark Parteivermögen in die Schweiz. 14 Verhandlungstage sind angesetzt. Angeklagt sind der ehemalige Bundesminister des Innern und ehemaliger Generalsekretär der hessischen CDU, Manfred Kanther, der ehemalige CDU-Landesschatzmeister Casimir Johannes Prinz zu Sayn-Wittgenstein-Berleburg und der ehemalige CDU-Finanzberater Horst Weyrauch. Kanther hat unterdessen zugegeben, Parteivermögen in die Schweiz transferiert zu haben, bestreitet jedoch den Vorwurf der Untreue.

### Mittwoch, 18. August 2004
- Bad Oeynhausen/Deutschland: Ex-Bundespräsident Johannes Rau wurde eine neue Herzklappe eingesetzt. Die Operation war nötig, weil bei einer Untersuchung am Montag eine veränderte Herzklappe festgestellt wurde.
- Caracas/Venezuela: Da die venezolanische Opposition das Ergebnis des Referendums gegen den linksgerichteten Präsidenten Hugo Chávez nicht anerkennt, haben sich die Behörden in Venezuela nun bereit erklärt, das Ergebnis in Anwesenheit von Regierungsvertretern, internationalen Wahlbeobachtern und Vertretern der Opposition stichprobenartig zu überprüfen. Internationale Wahlbeobachter hatten bisher keine Unregelmäßigkeiten bemerkt. UN-Generalsekretär Kofi Annan lobte den friedlichen Ablauf der Volksabstimmung. Nach der Verkündung des Ergebnisses kam es in der Hauptstadt Caracas jedoch zu teilweise blutigen Ausschreitungen.
- Frankreich: Im Süden Frankreichs ist es zu schweren Unwettern gekommen. Dabei gab es 3 Todesopfer und 5 Vermisste. Auf fast 40 km Länge wurde das Baden an der Mittelmeerküste verboten, 1300 Zeltende wurden vor übertretenden Flüssen in Sicherheit gebracht, 30.000 Menschen waren zeitweilig ohne Strom.
- Kathmandu/Nepal: Alle Verkehrsverbindungen zu Nepals Hauptstadt Kathmandu sind abgerissen. Grund dafür ist eine entsprechende Verlautbarung der maoistischen Rebellen.
- Leipzig/Deutschland: Streit unter Organisatoren der Montagsdemonstrationen: Das „Aktionsbündnis: Soziale Gerechtigkeit – Stoppt den Sozialabbau“ hatte zum 30. August den umstrittenen SPD-Politiker Oskar Lafontaine eingeladen. Einige Verantwortliche fordern, dass er auf eine Rede verzichtet. Die Organisatoren vom „Sozialforum“ wollen, dass die Demos unabhängig von der Partei keine Plattform für Politiker, sondern für die Betroffenen sein sollen.
- Der Präsident der internationalen Wissenschaftlervereinigung „Association for the Study of Peak Oil and Gas“ Kjell Aleklett sagt, dass bei der derzeitigen Nachfrage bereits 2010 das Ölfördermaximum erreicht sein könnte; in der Folge würden, bei steigender Nachfrage, die Preise für Rohöl drastisch steigen.
- Sydney/Australien: Eine Studie des Australischen Zentrums für unabhängige Studien schlägt vor, dass der Inselstaat Nauru seine volle Unabhängigkeit aufgeben solle und andere Optionen wie die Annexion zu Australien suchen solle. Die Studienverfasserin meinte, sie müssten die Struktur des Parlaments und der Dienstleistungen neu organisieren.

### Donnerstag, 19. August 2004
- Abuja/Nigeria: Der nigerianische Senat billigt die Entsendung von bis zu 1500 Soldaten in die Krisenregion Darfur im Rahmen einer Friedenstruppe der Afrikanischen Union (AU). Ein erster Voraustrupp von 150 Mann wird die bereits seit Sonntag vor Ort befindliche Einheit gleicher Stärke aus Ruanda bei der Sicherung von AU-Beobachtern unterstützen.
- Berlin/Deutschland: Der ehemalige Bundeswirtschaftsminister und langjährige Bundesschatzmeister der FDP Dr. Günter Rexrodt ist mit 62 Jahren an den Folgen einer Krebserkrankung gestorben. Im Mai wurde er wegen eines Tumors an der linken Halsseite operiert, ihm soll es bereits wieder besser gegangen sein. Seit zwei Tagen sei er zu einer Nachbehandlung in der Berliner Charité gewesen.
- Budapest/Ungarn: Der ungarische Ministerpräsident Péter Medgyessy (SP) ist zurückgetreten, Ursache soll ein andauernder Streit innerhalb der Regierungskoalition sein. Ein Nachfolger soll in Kürze nominiert werden.
- Khartum/Sudan: Die sudanesische Regierung kündigt die Entwaffnung der arabischen Dschandschawid-Milizen in einigen Teilen der Krisenregion Darfur an. Es sollen acht so genannte „Sicherheitszonen“ eingerichtet werden, und bisher seien etwa 180 Waffen beschlagnahmt worden.

### Freitag, 20. August 2004
- Kathmandu/Nepal: Am dritten Tag der Blockade durch maoistische Rebellen gibt es in der nepalesischen Hauptstadt erstmals Verletzte. Bei einem Bombenattentat auf ein Amtsgebäude gab es einige verletzte Zivilisten, und zuvor wurde ein Polizist von den Rebellen angeschossen.
- Kiel/Deutschland: Der SSW fordert im schleswig-holsteinischen Landtag, dass dieser das Danewerk bei der UNESCO als Weltkulturerbe anmelden möge. Nach Auffassung des SSW ist das Danewerk bei Schleswig das größte archäologische Denkmal in Nordeuropa und könne so besser erhalten und für den Tourismus genutzt werden.
- Peking/China: Die WHO äußert Besorgnis über die Entdeckung des Vogelgrippe-H5N1-Virus in Schweinen durch chinesische Wissenschaftler, da das Virus möglicherweise in eine für den Menschen ansteckende Form der tödlichen Krankheit mutieren könnte.
- Vereinigte Staaten: Der Präsidentschaftskandidat der Demokraten John Kerry reichte eine Beschwerde bei der Bundeswahlkommission (FEC) gegen einen TV-Spot ein. In dem von dem texanischen Geschäftsmann Bob J. Perry finanzierten TV-Spot der Gruppe von Vietnamveteranen „Swift Boat Veterans for Truth“ wird er persönlich angegriffen, so wird seine Kampfmoral als Kommandant eines Schnellbootes kritisiert. Nach Medienberichten soll es auch Verbindungen zwischen der Veteranengruppe und der Familie von George W. Bush geben. Seine Dienstzeit in Vietnam hatte John Kerry bereits zu Beginn des Wahlkampfes thematisiert, er war einer von 3 Offizieren, welche die 3 Schnellboote in Vietnam am 28. Februar 1969 befehligten.

### Samstag, 21. August 2004
- Vereinigte Staaten: Kenneth Cordier muss das Wahlkampfteam von George W. Bush verlassen. Er ist pensionierter Oberst und war zuständig für Veteranen-Fragen. Er trat in einem TV-Spot der „Swift Boat Veterans for Truth“ auf, in dem der Gegenkandidat John Kerry als Lügner und Verräter bezeichnet wird. Es soll Anzeichen geben, dass die Produktion und Ausstrahlung des Spots illegal mit dem Wahlkampf von George W. Bush koordiniert wurden. Ein weiterer TV-Spot soll folgen.
- Paderborn/Deutschland: Das DFB-Pokalspiel zwischen Paderborn 07 und dem Hamburger SV unter Leitung von Robert Hoyzer führt zu Gerüchten über Spielmanipulation vor dem Hintergrund von Fußball-Wetten.

### Sonntag, 22. August 2004

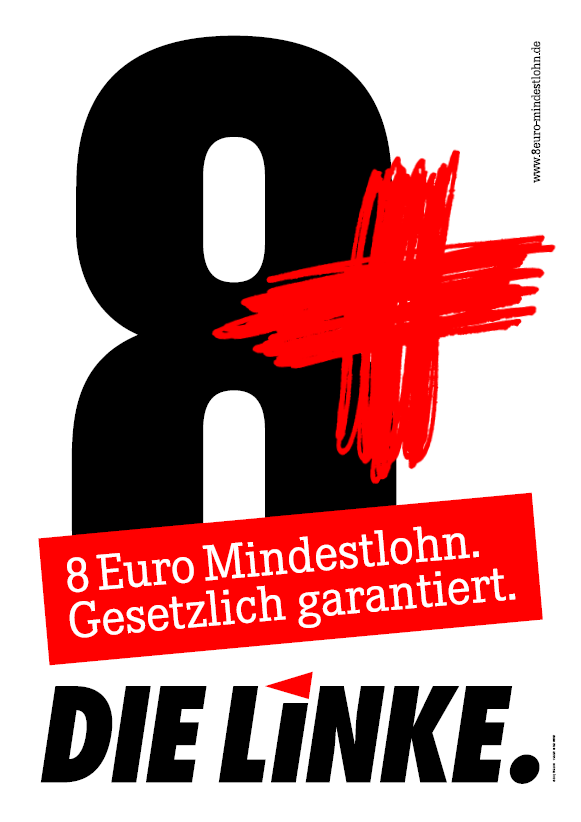
Mindestlöhne bleiben in Deutschland Theorie

- Chicago/Vereinigte Staaten: Der Vietnamveteran William Rood verteidigt John Kerry gegenüber der „Chicago Tribune“ und kritisiert den TV-Spot. Er war neben John Kerry einer von 3 Offizieren, die im Februar 1969 ein Schnellboot in Vietnam kommandierten.
- Berlin/Deutschland: Die Idee eines Mindestlohns in Deutschland, dessen Einführung neben der Partei Die Linke auch SPD-Chef Franz Müntefering unterstützt, scheint wegen starken Gegenwinds von IG Metall und Gewerkschaftsbund nicht in die Realität umsetzbar.[8]
- Nauru: Eine australische Wirtschaftswissenschaftlerin sieht den pazifischen Inselstaat Nauru vor dem finanziellen Kollaps und schlägt eine Zusammenarbeit mit Australien oder Neuseeland vor.
- Oslo/Norwegen: Das Gemälde Der Schrei von Edvard Munch wird aus einem Museum in Oslo gestohlen.
- Paris/Frankreich: Erneut kommt es in Frankreich zu einem antisemitischen Übergriff: Ein jüdisches Gemeindezentrum bei Paris brennt nieder.
- Wolfsburg/Deutschland: Der VW-Personalvorstand Peter Hartz fordert von den VW-Mitarbeitern eine Nullrunde, um die Lohnkosten zu senken. Die Gewerkschaft IG Metall fordert für die 103.000 Angestellten der sechs „westdeutschen“ Standorte eine Lohnerhöhung von 4 % sowie eine Arbeitsplatzgarantie für zehn Jahre.

### Montag, 23. August 2004
- Berlin/Deutschland: Aus dem „Datenreport 2004“ des Statistischen Bundesamts in Zusammenarbeit mit  Sozialwissenschaftlern geht hervor, dass immer mehr Deutsche unzufrieden sind, insbesondere mit den sozialen Sicherungssystemen. Außerdem zeige sich, dass die Schere zwischen relativ Armen und relativ Reichen weiter auseinandergehe. 2002 hätte es sowohl mehr statistisch Arme als auch Reiche gegeben als bei der Datenerhebung aus dem Jahr 2000.
- Redmond/Vereinigte Staaten: Der Softwarekonzern Microsoft hat ein Softwarepatent auf das aus dem UNIX-Bereich bekannte sudo-Verfahren erhalten.

### Dienstag, 24. August 2004
- Berlin/Deutschland: Nach den verbalen Angriffen gegen Bundeskanzler Gerhard Schröder, die von Eierwürfen begleitet waren, beschloss man in Regierungskreisen den aktiven Schutz des Kanzlers zu verstärken und nach Möglichkeit sämtliche Termine Schröders auf die rein politische Ebene zu beschränken.
- Melbourne/Australien: Das Nauru House in Melbourne, Naurus größtes Auslandsgebäude, soll Anfang September 2004 verkauft werden. Schätzungen für den Verkaufspreis beliefen sich zwischen 120 und 140 Mio. australische Dollar. Die Air Nauru und die Regierung mussten ihre Einrichtungen im Nauru House bis Ende August 2004 räumen.
- Rostow, Tula/Russland: Am Abend bringen Selbstmordattentäter in Russland zwei russische Tupolew-Flugzeuge nahezu gleichzeitig in der Oblast Tula und bei Rostow am Don zum Absturz. Insgesamt kommen bei den Abstürzen 89 Menschen ums Leben. Regierung und der Inlandsgeheimdienst FSB versuchen anfänglich, den terroristischen Hintergrund zu vertuschen.
- Washington, D.C./Vereinigte Staaten: Die Untersuchungskommission zu den Folterungen im irakischen Abu-Ghuraib-Gefängnis stellte eine „institutionelle und persönliche Verantwortung auf höheren Ebenen“ fest. Dies steht im Abschlussbericht der Kommission, der durch den Vorsitzenden James Schlesinger vorgestellt wurde.

### Mittwoch, 25. August 2004
- London/Vereinigtes Königreich: Amnesty International wirft der sudanesischen Regierung vor, Menschenrechtsverletzungen in der Krisenregion Darfur zu vertuschen. Die Regierung soll Zeugen verhaften lassen, anstatt die Urheber von Verstößen gegen die Menschenrechte.
- Finnland: Der viermalige Skisprung-Olympiasieger und -Weltmeister Matti Nykänen wird festgenommen und steht gemeinsam mit seiner Frau Mervi unter Mordverdacht, nachdem er unter Alkoholeinfluss einen Bekannten mit einem Messer niedergestochen hat.
- Vereinigte Staaten: Präsidentschaftskandidat John Kerry forderte den Rücktritt des Verteidigungsministers Donald Rumsfeld wegen des Folterskandals im irakischen Abu-Ghuraib-Gefängnis. Gestützt wurde diese Forderung durch die Ergebnisse der Untersuchungskommission vom Vortag.

### Donnerstag, 26. August 2004
- Gummersbach/Deutschland: Ein Tanklastzug, beladen mit 32.000 l Kraftstoff, kollidiert auf der Wiehltalbrücke (A4) zwischen Gummersbach und Engelskirchen mit einem ins Schleudern geratenen PKW und stürzt von der Brücke. Der Lastzug explodiert, die dabei entstandene Hitze führt wahrscheinlich zur strukturellen Beschädigung der nun einsturzgefährdeten Brücke. Der Fahrer des Lkws verstirbt.
- Khartum/Sudan: Die sudanesische Regierung will das vereinbarte 30-Tage Ultimatum der Vereinten Nationen zur Entwaffnung der Dschandschawid-Milizen nicht einhalten. Nationale Interessen hätten Vorrang, erklärt ein Unterhändler der Regierung bei Darfur-Friedensgesprächen in der nigerianischen Hauptstadt Abuja.
- Santiago/Chile: Das Oberste Gericht Chiles hat die Immunität des ehemaligen Diktators Augusto Pinochet aufgehoben. Dem 88-Jährigen, in dessen Amtszeit von 1973 bis 1990 mindestens 3000 linksgerichtete Oppositionelle getötet wurden, droht nun eine Anklage wegen verschiedener Verbrechen, insbesondere im Zusammenhang mit dem „Plan Condor“, an dem die Geheimdienste von Chile, Argentinien, Bolivien, Brasilien, Paraguay, Uruguay und den USA beteiligt waren. Bei dem damaligen Putsch gegen den demokratisch gewählten Präsidenten Salvador Allende starben hunderte Oppositionelle.

### Freitag, 27. August 2004
- Irak: Der italienische Journalist Enzo Baldoni, der am 19. August im Irak entführt worden war, wird von seinen Kidnappern getötet.
- Nadschaf/Irak: Unter Vermittlung des schiitischen Ajatolla Ali as-Sistani kommt es zu einer friedlichen Lösung für das zwischen US-Truppen und Kämpfern Muqtada as-Sadr umkämpften Nadschaf. Die US-Soldaten verlassen die Stadt, die von Polizeieinheiten der Interimsregierung gesichert wird; die Imam-Ali-Moschee kommt unter die Kontrolle von as-Sistani selbst.
- Norwegen: Der preisgekrönte, norwegische Kinderfilm Die Farbe der Milch (Originaltitel: Ikke naken, norwegisch für Nicht nackt) wird erstmals gezeigt. Es handelt sich um eine Tragikomödie, aber auch einen Liebesfilm und beruht auf der literarischen Vorlage Ikke naken, ikke kledt von Torun Lian.

### Samstag, 28. August 2004
- Al Amari/Palästinensische Autonomiegebiete: Anhänger der al-Aqsa-Brigaden haben einen 27-jährigen Palästinenser von Ramallah in das Flüchtlingslager Al Amari verschleppt und dort vor einer Moschee hingerichtet. Der Mann soll mit der israelischen Armee bei der Fahndung nach militanten Palästinensern kooperiert haben.
- Bagdad/Irak: Weitere Unruhen ereignen sich im Irak. In Baquba töteten Bewaffnete fünf irakische Polizisten und verletzten zwei weitere. In Falludscha wurden bei einem US-Luftangriff und Gefechten zwischen amerikanischen Truppen und Aufständischen 14 Menschen verletzt, darunter acht Kinder. In Mosul im Nordirak wurde die Professorin Iman Abdul-Munem Junis erschossen. Zwei seit dem 19. August im Irak vermisste Franzosen wurden Opfer einer Entführung, der Sender Al Jazeera verfügt über eine Videoaufnahme zu diesem Fall.
- Kabul/Afghanistan: Bei einem Bombenanschlag auf eine Schule in der südafghanischen Provinz Paktia sterben zehn Menschen, darunter neun Kinder.
- Khartum/Sudan: In der sudanesischen Krisenregion Darfur werden fünf Mitarbeiter von Hilfsorganisationen entführt, zwei sudanesische Angestellte des Welternährungsprogrammes der Vereinten Nationen (WFP) und drei weitere vom Roten Halbmond.
- San José/Vereinigte Staaten: Das Internetauktionshaus Ebay wurde am Vormittag Opfer eines Hackerangriffes. Laut DENIC wurde die Domain für mehrere Stunden auf den Server einer Privatperson umgeleitet und eine Kopie der Startseite angezeigt. Der Fehler ist mittlerweile behoben, der Vorgang aber noch nicht restlos aufgeklärt.
- Washington, D.C./Vereinigte Staaten: Gegen einen Mitarbeiter des Staatssekretärs Douglas J. Feith im Pentagon laufen laut Medienberichten Ermittlungen wegen des Verdachts auf Spionage für den israelischen Geheimdienst Mossad. Der Mitarbeiter soll ein Spezialist für Iran und Südasien sein.

### Sonntag, 29. August 2004

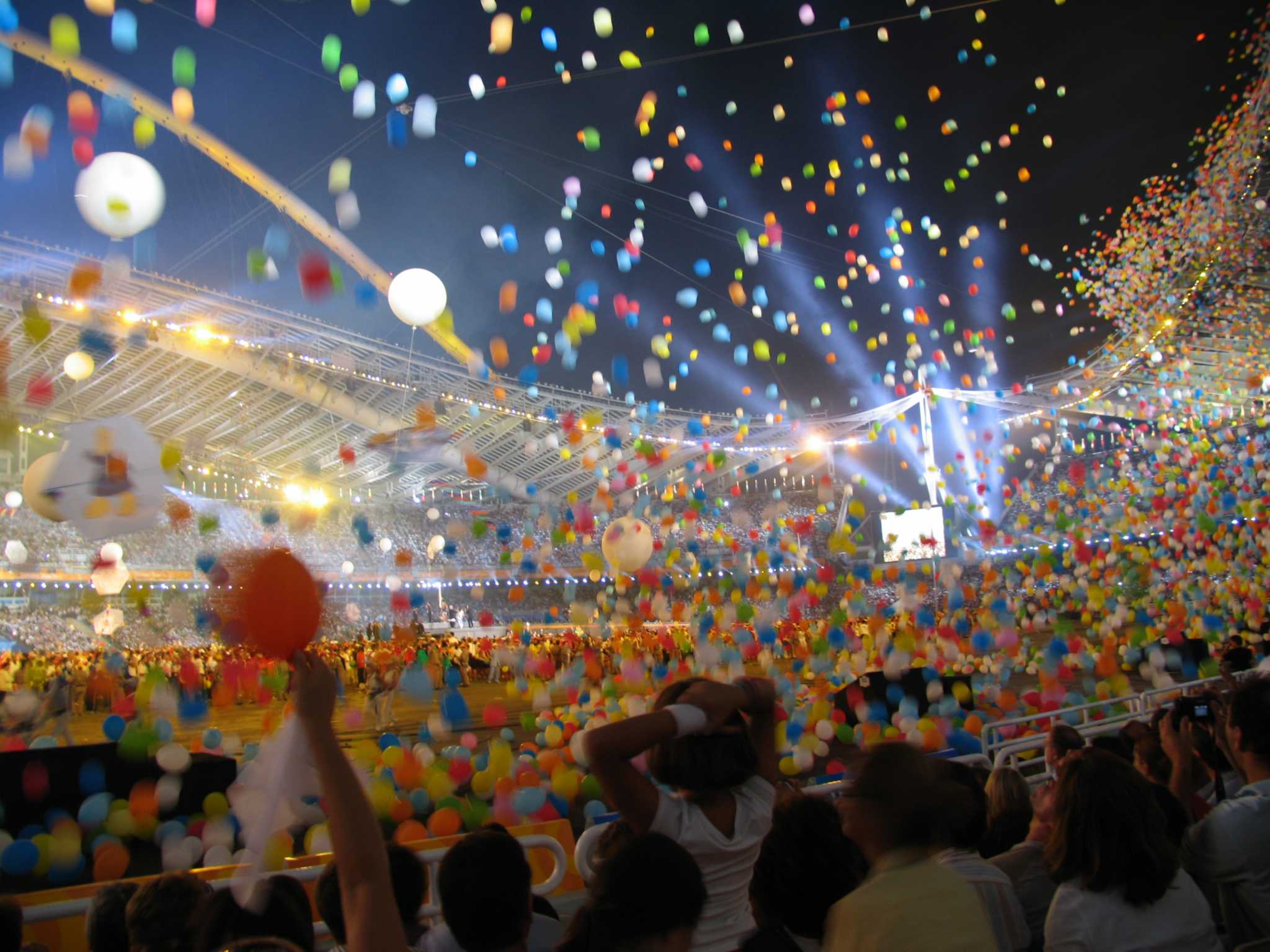
Ende der Olympischen Sommerspiele

- Athen/Griechenland: Abschlussfeier der Olympischen Sommerspiele. Die erfolgreichste Nation sind die Vereinigten Staaten mit 100 Medaillen. 49 Medaillen gehen nach Deutschland, sieben nach Österreich, fünf in die Schweiz.
- Bagdad/Irak: Bei Angriffen radikaler Schiiten in Sadr-City, einem Stadtteil Bagdads, wurden 12 Menschen getötet und etwa 130 verletzt.
- Hurghada/Ägypten: Über 120 Urlauber, darunter über 100 Deutsche, sind an Hepatitis A erkrankt. Alle betroffenen Urlauber waren im selben Hotel in Hurghada untergebracht.
- Spa/Belgien: Der Deutsche Michael Schumacher erringt mit einem zweiten Platz beim Großen Preis von Belgien seinen siebten Fahrer-Weltmeisterschaftstitel in der Rennserie Formel 1.
- New York/Vereinigte Staaten: Eine halbe Million Menschen demonstrieren in New York gegen die dort stattfindende Republican National Convention und die Politik der derzeit amtierenden Republikanischen Partei.

### Montag, 30. August 2004
- Grosny/Russland: Bei der Präsidentenwahl in Tschetschenien gewinnt erwartungsgemäß der von Russlands Regierung bevorzugte Alu Alchanow mit 73,5 % der Stimmen bei einer Wahlbeteiligung von 85 %. Beobachter und Opposition kritisieren Unregelmäßigkeiten. Alchanow wird die Nachfolge des ermordeten Präsidenten Achmat Kadyrow antreten.
- Kabul/Afghanistan: Ein Anschlag auf ein Gebäude einer US-Sicherheitsfirma in der Hauptstadt Kabul forderte mindestens sieben Menschenleben und viele Verletzte.
- New York/Vereinigte Staaten: Unter massiven Sicherheitsvorkehrungen beginnt in New York der Wahlparteitag der US-Republikaner. George W. Bush wird dort offiziell zum Kandidaten der Republikanischen Partei für die Präsidentschaftswahl Anfang November ernannt.
- Sotschi/Russland: Präsident Wladimir Putin, der deutsche Bundeskanzler Gerhard Schröder und der französische Präsident Jacques Chirac besprechen auf einem Dreiergipfel u. a. eine Reform des OSZE-Paktes und die Ratifizierung des Kyoto-Protokolls durch Russland.
- Tokio/Japan: Mit Windgeschwindigkeiten von bis zu 144 km/h zog ein Taifun über die südliche Hauptinsel Kyushu. Vier Menschen starben. Mehr als 12.000 Bewohner Kyushus wurden evakuiert. Stromausfälle ereigneten sich in über 250.000 Haushalten.

### Dienstag, 31. August 2004
- Bagdad/Irak: Eine Gruppe von irakischen Extremisten, die sich selbst „Militärisches Komitee der Armee Ansar al-Sunna“ nennt, hat nach eigenen Angaben zwölf nepalesische Geiseln getötet. Die Begründung lautet, dass sie „[…] aus ihrem Land [in den Irak] gekommen“ seien, um „die Moslems zu bekämpfen“.[9]
- Beʾer Scheva/Israel: Bei einer Anschlagsserie auf drei Busse kommen mindestens 16 Menschen ums Leben und mindestens 35 weitere werden verletzt. Die Terrororganisation Hamas bekennt sich zu den Attentaten.[10]
- Hamburg/Deutschland: Der Verteidiger von Mounir al-Motassadeq im Hamburger Terrorprozess, Josef Gräßle-Münscher, schwebt offenbar derzeit in Lebensgefahr, nachdem ein nach Polizeiangaben plötzlich nach links abbiegenes Auto mit seinem Motorrad zusammenstieß.[11]
- Moskau/Russland: Bei einem Selbstmordanschlag im Norden Moskaus kommen zehn Menschen ums Leben, mehr als 50 werden verletzt. Hinter der Tat werden tschetschenische Terroristen vermutet.
- Paris/Frankreich: Die Frist, die irakische Geiselnehmer der französischen Regierung gestellt haben, endet heute Abend. Die Täter fordern die Aufhebung des sogenannten Kopftuchverbots an französischen Schulen. Die Geiseln, Christian Chessnot und Georges Malbrunot, zwei französische Journalisten, würden andernfalls sterben.